# Varba
Varba (Bulgaars: Върба) is een dorp in Bulgarije. Het is gelegen in de gemeente Belogradtsjik, oblast Vidin.

## Bevolking
Het dorp heeft te kampen met een intensieve ontvolking (zie: onderstaande grafiek). Alle 18 inwoners identificeerden zichzelf als etnische Bulgaren in de volkstelling van februari 2011.
|  |

Belogradtsjik · Borovitsa · Chiflika · Dbravka · Granichak · Granitovo · Krachimir · Oshane · Prauzhda · Prolaznitsa · Rabisha · Rayanovtsi · Salash · Slivovnik · Stakevtsi · Struindol · Veshtitsa · Varba